# Pokrajina v megli
Pokrajina v megli (grško Τοπίο στην ομίχλη, translit. Topio stin omichli) je grški dramski film iz leta 1988, ki ga je režiral Theo Angelopoulos in zanj tudi napisal scenarij skupaj s Toninom Guerro in Thanassisom Valtinosom. V glavnih vlogah nastopajo Michalis Zeke, Tania Palaiologou in  Stratos Tzortzoglou. Film prikazuje dolgo cestno potovanje najstnice Voule (Palaiologou) in njenega petletnega brata Alexandrosa (Zeke) v Nemčijo v iskanju njunega očeta. To je tretji in zadnji film iz Angelopoulosove trilogije tišine, ki sledi filmoma Potovanje na Kithiro (1984) in Čebelar (1986). Idejo za film je dobil ob branju časopisnega članka o potovanju dveh otrok v Nemčijo v iskanju očeta. Močna želja po iskanju očetu ga je navdušila in navdihnila za film.
Film je bil premierno prikazan 10. septembra 1988 in naletel je na dobre ocene kritikov. Na Beneškem filmskem festivalu je osvojil srebrnega leva, nagrado študentov Univerze La Sapienza in nagrado OCIC, na Mednarodnem filmskem festivalu v Berlinu nagrado InterFilm, na evropskih filmskih nagradah pa nagrado za najboljši film. Izbran je bil za grškega kandidata za oskarja za najboljši tujejezični film na 62. podelitvi oskarjev, toda ni prišel v ožji izbor. Po anketi filmskih kritikov s strani častnika Village Voice se je film uvrstil na seznam stotih najboljših filmov 20. stoletja.

## Vloge
- Michalis Zeke kot Alexandros
- Tania Palaiologou kot Voula
- Stratos Tzortzoglou kot Orestis
- Vassilis Kolovos kot voznik tovornjaka
- Ilias Logothetis kot Seagull
- Michael Giannatos kot železniški varnostnik
- Toula Stathopoulou kot ženska na policijski postaji
- Gerasimos Skiadaressis kot vojak
- Dimitris Kaberidis kot stric
- Tassos Palatzidis kot sprevodnik